# Культура Южного Судана

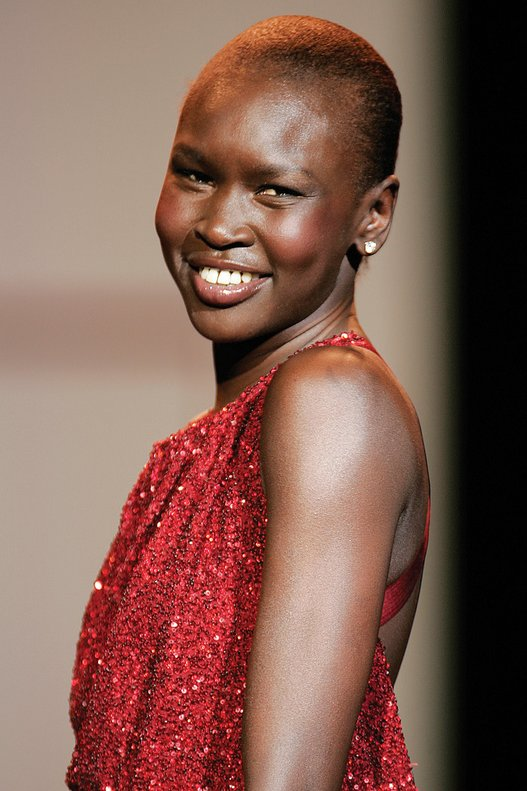
Модель Алек Век из Южного Судана

Культура Южного Судана охватывает религию, языки, этносы, традиции питания народов Южного Судана.

## Этносы
Основную группу населения составляют представители нилотских народов, наиболее многочисленными из которых являются динка, нуэр, азанде, бари и шиллук.

## Язык

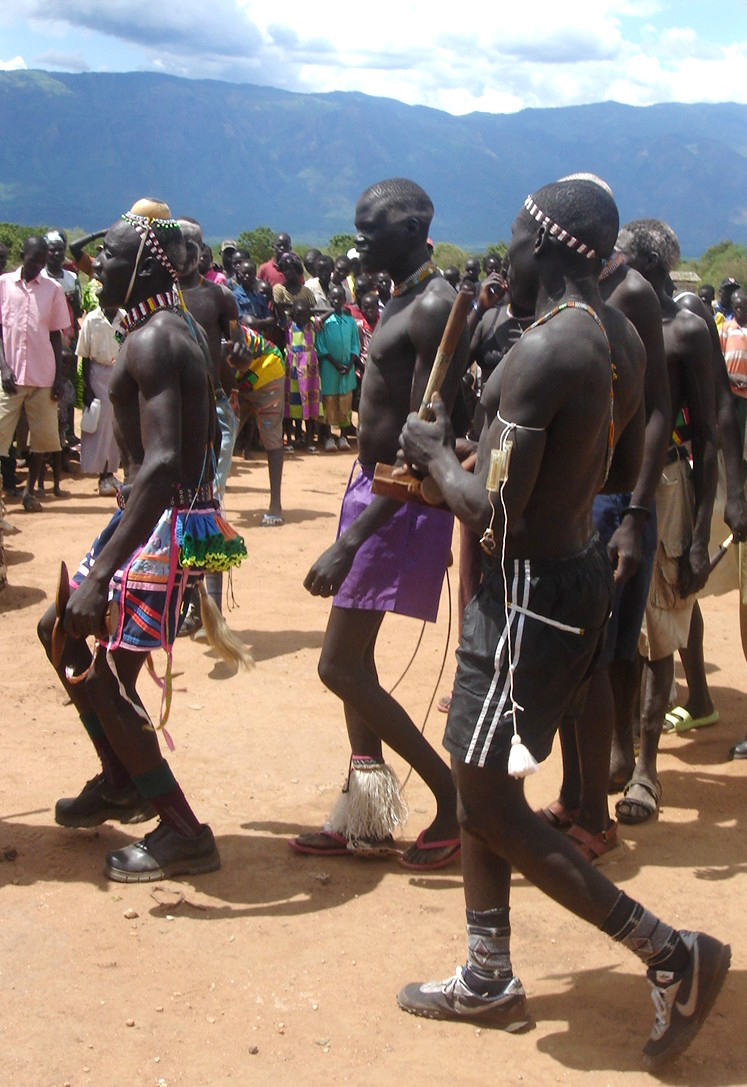
Танцующие мужчины

Официальным языком страны является английский, хотя большая часть населения его не знает и языком межнационального общения продолжает оставаться арабский. Большинство жителей Южного Судана говорит на множестве адамава-убангийских, нилотских, нубийских, центральносуданских и других языков и наречий, крупнейшим из которых является язык динка.

## Религия
Большинство населения Южного Судана исповедует либо христианство, либо традиционные африканские анимистические религии, что в ходе конфликта привело к столкновению с мусульманским Севером.
В южной части страны преобладают как языческие, так и христианские влияния, отображённые в жизни местного населения, хотя ислам также исповедуется небольшим количеством населения.
Имеются англиканские приходы.

## Праздники
- 1 января День независимости (1956)
- подвижная дата в июле-октябре — Ид аль-мирадж (Раджаб-байрам), мусульманский праздник в память о ночном путешествии пророка из Мекки в Иерусалим и обратно
- подвижная дата в октябре-феврале — Мухаррам, день траура по внуку пророка Мухаммеда имаму Хусейну
- подвижная дата между концом декабря и началом февраля — Ид аль-адха (Курбан-байрам)
- подвижная дата в марте — августе — Мавлид, день рождения пророка Мухаммеда подвижная дата в конце октября — начале ноября — Ид аль-фитр (Ураза-байрам), праздник разговения, завершающий Рамадан
- 30 июня Годовщина Революции национального спасения
- 25 декабря Рождество Выходной день — пятница; в южных областях, где распространено христианство, — воскресенье